# Włodzimierz Sylwestrowicz

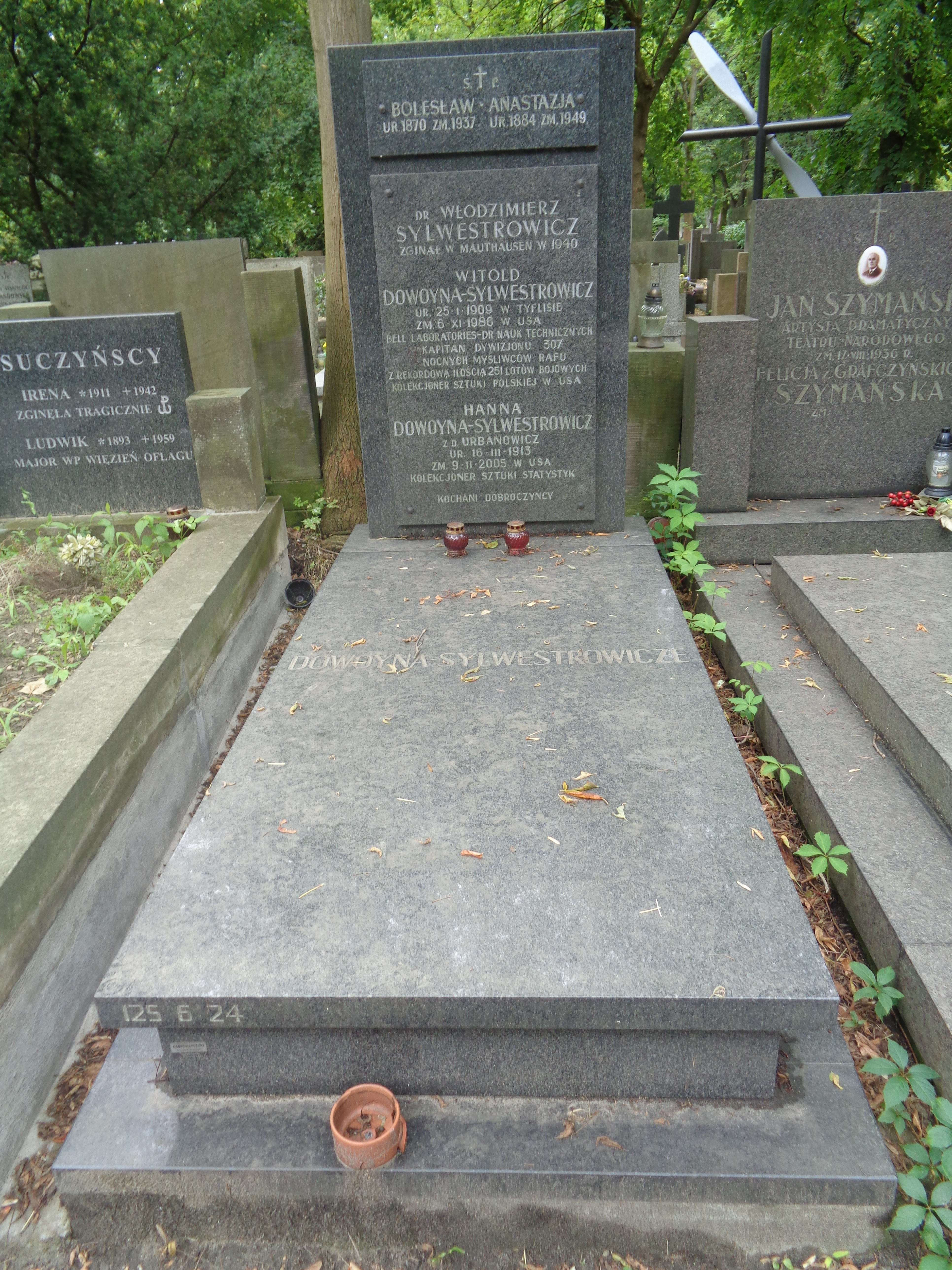
Grób symboliczny Włodzimierza Sylwestrowicza na cmentarzu Powązkowskim

Włodzimierz Sylwestrowicz (ur. 3 marca 1904 w Tyflisie, zm. 1940 w KL Mauthausen) – polski działacz polityczny o orientacji narodowej, jeden z liderów Obozu Narodowo-Radykalnego ABC w dwudziestoleciu międzywojennym, a także lekarz.

## Życiorys
Był synem Bolesława (zm. 1937) i Anastazji z domu Mauropulo (zm. 1949, z pochodzenia Greczynka). Jego brat, Witold był kapitanem WP. W 1932 ukończył studia na Wydziale Medycznym Uniwersytetu Warszawskiego jako lekarz chirurg. Był działaczem Związku Akademickiego Młodzież Wszechpolska i Obozu Wielkiej Polski, a także redaktorem naczelnym „Akademika Polskiego”. Należał również do Obozu Narodowo-Radykalnego ABC, był członkiem tzw. Organizacji Polskiej. Od 1939 był radnym  m.st. Warszawy. Po wybuchu II wojny światowej działał w Organizacji Wojskowej Związek Jaszczurczy. Został aresztowany w 1940, deportowany do niemieckiego obozu koncentracyjnego i tam zamordowany. Jego grób symboliczny znajduje się na cmentarzu Powązkowskim w Warszawie (kwatera 125-6-24).